# José Moreno (pintor)

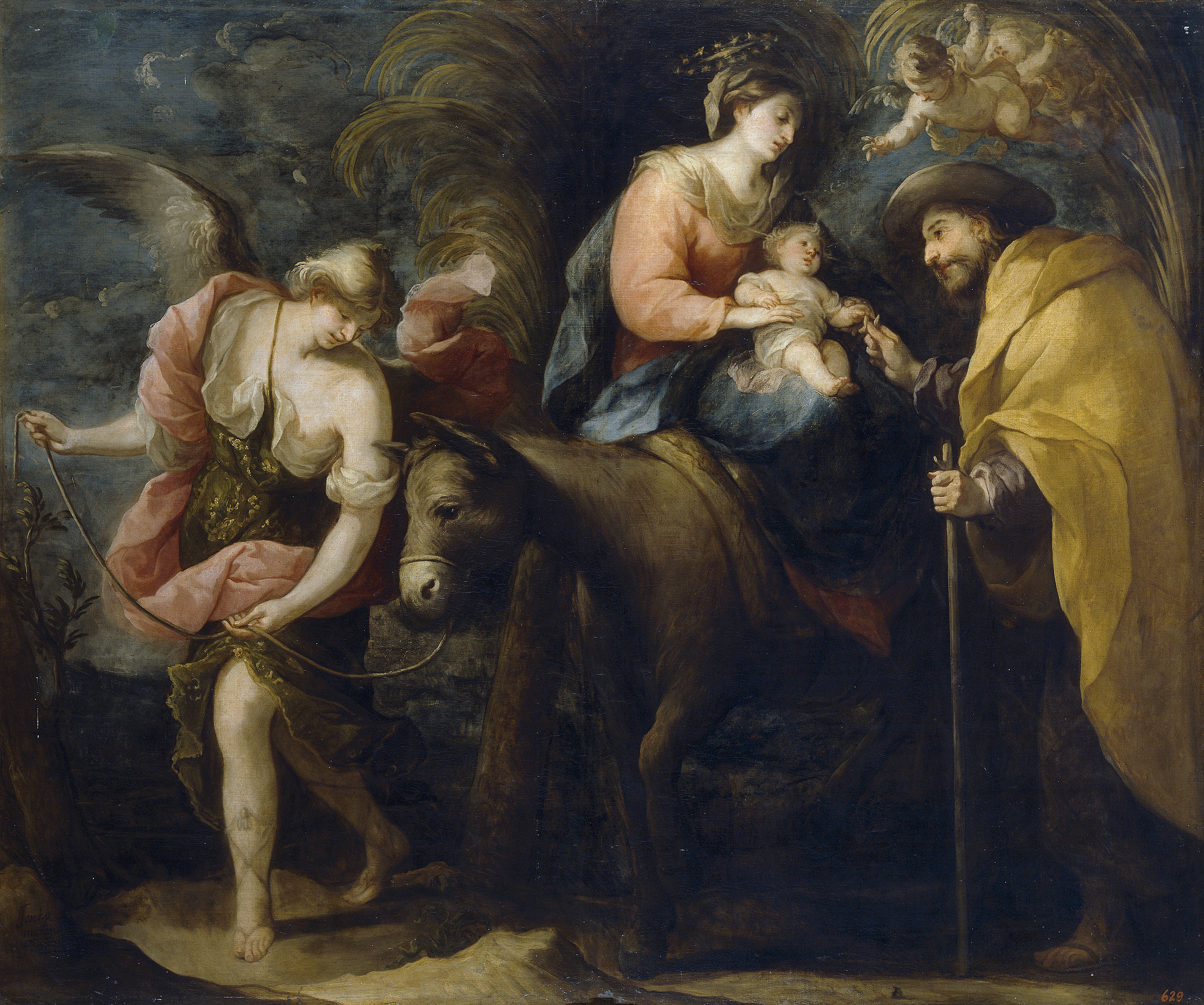
Huida a Egipto, óleo sobre lienzo (209 x 250 cm.), Madrid, Museo del Prado.

José Moreno (después de 1630-1677), fue un pintor español, encuadrado en la escuela madrileña del pleno barroco.

## Biografía
Son muy pocos los datos biográficos que se tienen de este pintor, a quien Antonio Palomino hacía nacer en Burgos. Hijo del ensamblador Felipe Moreno y de su segunda esposa, Hipólita del Castillo, debió de nacer en Madrid, donde estaban avecindados sus padres en la parroquia de San Ginés, aunque no consta en ella el acta de bautismo y sí la de su hermano mayor Agustín, hijo del primer matrimonio y soldado en Flandes. En 1652, al morir su padre, José era aún menor de edad, por lo que en el testamento, sirviendo como testamentario el pintor Juan de Alfaro, se nombraba como curadora de sus bienes a su madre. Las relaciones con los medios artísticos de la familia de José se amplían con los datos contenidos en el testamento de Hipólita del Castillo, fechado en 1665, en el que aparecen como testamentarios Juan Montero de Rojas y «Gregorio, el grabador pintor», es decir Gregorio Fosman, junto con José, estando ausentes sus hermanos mayores, de quienes no se tenían noticias desde su alistamiento en el ejército hacía años.
Un par de tasaciones llevadas a cabo en Madrid en 1662 y 1669, y su firma en algunos cuadros fechados en estos años, son los únicos datos de que se dispone hasta su traslado a Burgos en 1674. En esta ciudad pintó cuatro lienzos para el convento de dominicos de San Pablo, uno de ellos fechado el mismo año 1674, y permaneció en ella hasta su muerte, ocurrida a finales de 1677, en el hospital de la Concepción. Sin familiares directos, dejaba como herederos de las casas que tenía por herencia familiar en la Puerta del Sol de Madrid al convento de los Mínimos de la Victoria.

## Obra
Antonio Palomino afirma que tras una primera formación en Burgos completó sus estudios en Madrid con Francisco de Solís, a quien pudieran unirle lazos familiares por parte de su madre. La obra conservada, de dibujo preciso, empastes amplios, colores claros e insistencia en lo decorativo, parece confirmar esta relación de aprendizaje con Solís, cuya manera sigue mejorándole en corrección y gusto según Palomino, y su conexión con otros pintores de la escuela madrileña, como Alonso Cano y Sebastián Herrera Barnuevo, o con Juan Carreño de Miranda, de quien según Pérez Sánchez pudiera haber sido también discípulo.
Su producción no debió de ser abundante, debido a «su cortedad, y poca introducción», siempre según Palomino, quien añadía que ninguna obra se encontraba en Madrid en público, estando todas en poder de particulares, aunque por lo que de ella se conoce se dedicó exclusivamente a la pintura religiosa. 

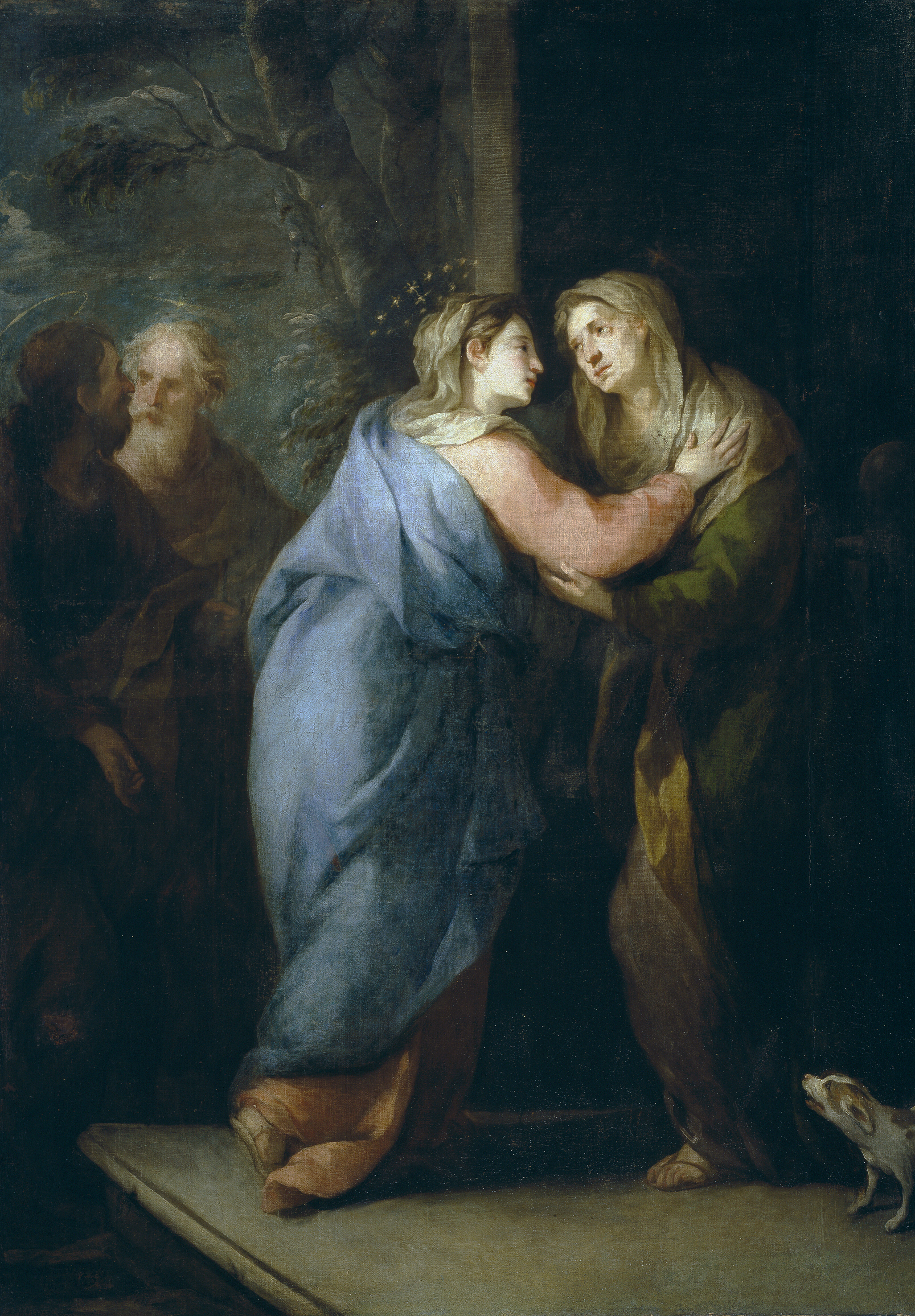
Visitación, 1662, óleo sobre lienzo (185 x 132 cm.), Museo del Prado, en depósito en el Museo de Burgos.

La primera obra que se le conoce es una Adoración de los Reyes Magos en colección privada, firmada y fechada en 1660, en la que se presentan ya plenamente formados algunos tipos característicos de su producción posterior, si bien la pincelada es algo más suelta. De 1662 es la Visitación del Museo del Prado, de suave colorido canesco. Deudas con Cano en el color se advierten también en la Anunciación del monasterio de las Salesas Nuevas, firmada y fechada ya en 1668, obra en la que parece alcanzar la madurez de su estilo, acentuando lo decorativo en el fondo arquitectónico y el plegado de los paños, con sutiles irisaciones de color. Mayor dinamismo barroco tiene otra Anunciación conservada en Williams College, Willianston, Massachusetts. Obra no firmada y atribuida en el pasado a Carreño y a Claudio Coello, pero con tipos humanos muy semejantes a los que se encuentran en sus obras seguras, presenta una notable complejidad compositiva, con las figuras en planos escalonados y el fondo arquitectónico en escorzo, además de una poco usual iconografía, reprobada por Francisco Pacheco, con el Niño Jesús plenamente formado sobre las rodillas de Dios Padre.
En 1669 se fechan San Francisco de Asís y San Juan Bautista del Museo de Bellas Artes de Zaragoza, con delicados toques de luz. De su etapa madrileña es también un San Pedro de Alcantara, en el convento de madres mercedarias de Don Juan de Alarcón. Una Huida a Egipto firmada, pero con fecha ilegible, se encuentra en Minneapolis, The Minneapolis Institute of Art, muy semejante a otra del Museo del Prado, depositada en la iglesia de San Jerónimo el Real, aunque el formato en esta se acerca al cuadrado, prescindiendo de los soldados que se veían en la primera llenando las lejanías con la historia del crecimiento del trigo que confundió a los perseguidores. La composición del Prado, algo más reposada, es también de figuras más corpulentas con las que llena toda la superficie del cuadro sin dejar lugar apenas al paisaje, pero con los mismos colores delicados de tonos casi pastel en el fondo luminoso verde y azulado. El tema fue varias veces repetido por Moreno, que al fallecer dejaba un cuadro inacabado con este asunto. Prueba del éxito de estas composiciones son las diversas réplicas con variantes que se conocen en colecciones particulares, que no parece puedan considerarse autógrafas.
Ya en Burgos firmó y fechó en 1674 las cuatro pinturas de un retablo del convento de los dominicos de San Pablo, trasladados a la parroquia de Quintanadueñas (Burgos) donde se conservan, excepto el que representaba a San Juan Evangelista, perdido ya en el siglo XIX. Los asuntos de los lienzos conservados son la Alegoría de las misas gregorianas con Santo Domingo de Guzmán, San Miguel y las ánimas del Purgatorio y la Inmaculada, de tamaño algo menor y singular iconografía. Moreno se aparta en ella de la representación española tradicional, sin acompañamiento de ángeles ni atributos y sin impulso ascensional, la Virgen con gesto severo y en fuerte contraposto parece al contrario descender, con la pierna derecha sobre el creciente lunar y la izquierda, más baja, pisando a la serpiente. Siendo contrarios los dominicos a las tesis inmaculistas, lo representado no es tanto la Inmaculada como la María corredentora, enlazando los relatos del Génesis y del Apocalipsis, lo que a su vez permite explicar la presencia del evangelista en el lienzo perdido.